# Dermbach (Herdorf)

Dermbach im Jahre 1897

Das Urkataster von Dermbach aus dem Jahr 1831

Dermbach ist ein Stadtteil von Herdorf im Landkreis Altenkirchen in Rheinland-Pfalz.

## Geographie
Dermbach liegt im geographischen Siegerland und an der Grenze zu Struthütten im historischen Siegerland. Der Ort liegt auf einer Höhe zwischen 280 und 340 m und hat eine Gemarkungsfläche von 4,41 km². Durchflossen wird er vom gleichnamigen Bach, der bei Herdorf in die Heller mündet. Die höchste Erhebung in der Nähe des Ortes ist der Windhahn mit 517,2 m. In der Nähe liegen außerdem noch der Kohlenberg und der Schiffenberg.

### Nachbarorte
Nachbarorte sind Brachbach und Mudersbach im Norden, weiter entfernt Eiserfeld im Nordosten, Struthütten im Südosten, Herdorf im Süden, Sassenroth im Südwesten und Offhausen im Westen.

## Geschichte
Dermbach wurde im Jahr 1350 erstmals als „Doerenbach“ erwähnt. 1368 wurde daraus „Derenbach“, 1551/58 wurde der Ort „Dorenbach“ und um 1600 „Dörnbach“ geschrieben. 1471 wird eine Hütte bei Dermbach erwähnt, diese bestand jedoch nicht lage. Im Dreißigjährigen Krieg ab 1618 wurde der Ort fast vollständig zerstört. 1815 wurde die noch eigenständige Gemeinde Dermbach ins Amt Kirchen eingegliedert. Zahlreiche Veränderungen und Gesetze wurden danach beschlossen, unter anderem wurde 1831 das Urkataster des Ortes angelegt.
1844 wurde mit dem Bau einer neuen Schule begonnen. 1877 wurden 76 Schüler, 1880 94 Schüler und bereits 1885 105 Schüler unterrichtet. 1900 folgte ein weiterer Neubau der Schule, diesmal im oberen Teil des Dorfes. Nach einer alten Chronik zufolge wurde 1899 der Kirchhof angelegt. Dies widerspricht jedoch dem eigentlichen Kirchenbau, der erst ab 1901 stattfand. Am 18. September 1902 wurde diese Kirche eingeweiht. Ebenfalls fanden zahlreiche Neuerungen statt. Am 15. Oktober 1899 brannte die erste Acetylen-Gaslampe im Dorf, 1900 wurden die ersten Wasserleitungen verlegt. Am 19. Februar 1914 brannte die erste elektrische Straßenbeleuchtung, die aus 13 Lampen bestand. Im März 1925 wurde der erste Telefonanschluss gelegt. 1934 wurde die Freiwillige Feuerwehr gegründet, heute hat diese 65 Mitglieder.
1907 wurde eine Viehzählung durchgeführt, die folgende Zahlen ergab. Auf 91 Gehöften bestanden sieben Pferde, 55 Rinder, 69 Schweine, 132 Ziegen, 140 Hühner und 38 Bienenvölker. Januar und Februar 1927 forderte eine Grippeepidemie sieben Opfer.
Am 10. Mai 1909 öffnete die Dermbacher Postagentur. Im gleichen Jahr wurde die Turnhalle eingeweiht. 1930 fand der Ausbau der Verbindungsstraße Dermbach – Kirchen statt. Der Teil bis Offhausen wurde in den 1960er Jahren durchgängig asphaltiert. 1947 wurde die erste Fronleichnams-Prozession durchgeführt. 1955 wurde Dermbach in die neue, amtsfreie Gemeinde Herdorf eingegliedert. 1966 wurde eine neue Schule errichtet, deren Betrieb bis Ende der 70er anhielt. Heute befindet sich dort ein Industriebetrieb. Seit 1981 ist Dermbach Herdorfer Stadtteil. In den Jahren 1988/1989 schlossen beide Lebensmittelläden im Ort.

### Einwohnerzahlen
| Jahr | Einwohner |
| ---- | --------- |
| 1800 | 150       |
| 1825 | 199       |
| 1840 | 151       |
| 1850 | 256       |
| 1863 | 282       |

| Jahr | Einwohner |
| ---- | --------- |
| 1875 | 415       |
| 1885 | 500       |
| 1900 | 555       |
| 1910 | 698       |
| 1925 | 758       |

| Jahr | Einwohner |
| ---- | --------- |
| 1950 | 731       |
| 1975 | 820       |
| 2000 | 937       |
| 2011 | 908       |

### Bergbau
Zahlreiche Gruben waren um den Ort verteilt. Die größte unter ihnen war die Grube Concordia. 1858 wurde ein Stollen angelegt, die eigentliche Grube wurde erst 1875 gebildet. Zum Eisenzecher Zug gehörend, wurde der Betrieb mit 200 Bergleuten und einer Gesamtförderung von 1,8 Mio. t Eisenerz aus bis zu 882 m Teufe erst 1953 eingestellt. Die zweitgrößte Grube im Ort war Hüttenwäldchen und gehörte zur Grube Concordia. Am 28. Juni 1833 wurde die Grube gemutet und bereits 1910 wieder stillgelegt. 1559 wurden erste Bergbauspuren im Bereich der Grube erwähnt, die in Form von Pingen noch zu sehen sind. Gefördert wurden Spateisenstein und Kupfererze.
Weitere Gruben waren:
- Bock (zu Ecke), verliehen am 27. Juni 1857
- Elias (zu Eisenzecher Zug), verliehen am 17. Dezember 1861
- Guldenhardt, erstmals erwähnt 1705
- Kulnwald, verliehen am 17. Februar 1849, teils auf Brachbacher Gebiet
- Kux, verliehen am 1. Mai 1793, stillgelegt nach 1872
- Oberster Pferdestall (zu Hollertszug), verliehen am 7. September 1837
- Regulatus (1870 zu Hollertszug), verliehen 1867/69
- Rimmelchen, verliehen vor 1872
- Zugabe (zu Ecke), verliehen am 22. September 1860

## Politik

### Ortsbezirk
Dermbach ist als Ortsbezirk ausgewiesen und besitzt einen Ortsbeirat und einen Ortsvorsteher.
Der Ortsbeirat besteht aus sieben Ortsbeiratsmitgliedern. Bei der Kommunalwahl am 9. Juni 2024 wurden die Beiratsmitglieder in einer personalisierten Verhältniswahl gewählt.
Die Sitzverteilung im gewählten Ortsbeirat:
| Wahl | SPD | CDU | Gesamt  |
| ---- | --- | --- | ------- |
| 2024 | 1   | 6   | 7 Sitze |
| 2019 | 2   | 5   | 7 Sitze |
| 2014 | 1   | 6   | 7 Sitze |

Ortsvorsteher ist Berthold Buchen (CDU). Bei der Direktwahl am 26. Mai 2019 wurde er mit einem Stimmenanteil von 87,31 % und am 9. Juni 2024 als einziger Bewerber mit 89,4 % für jeweils fünf Jahre wiedergewählt.

## Infrastruktur und Verkehrsanbindung
Herdorf liegt an der Kreisstraße 101, die von Herdorf über Dermbach, Offhausen und Herkersdorf nach Kirchen führt. Über Herdorf ist Dermbach an den Schienenverkehr angebunden, Buslinien führen durch den Ort. Auf die Bundesautobahn 45 gelangt man über Struthütten, Neunkirchen, Salchendorf und Wilden (Anschluss Wilnsdorf) oder Eiserfeld (Anschluss Siegen).

## Sehenswürdigkeiten
Der Stollen der 1910 stillgelegten Grube Hüttenwäldchen liegt an der Hauptstraße im unteren Teil des Ortes. 1997 wurde ein 150 m langer Abschnitt des Hüttenwäldchenstollens hergerichtet und als Besucherbergwerk eröffnet.

## Schule und Freizeit
1901/02 wurde die Dermbacher Kirche gebaut. Heute sind 70 % der Dorfbevölkerung katholisch und 20 % evangelisch. Als erster Verein wurde 1836 der MGV „Liedertafel“ 1836 Dermbach e.V. ins Leben gerufen, der heute 157 Mitglieder hat. 1899 wurde der örtliche Sportverein „VFL Dermbach“ gegründet, der 540 Mitglieder zählt und auf vielen Bereichen aktiv ist. Der jüngste Verein ist der örtliche Heimatverein „Concordia Dermbach“ mit rund 235 Mitgliedern, der erst 2000 ins Leben gerufen wurde. Die Schulkinder des Ortes gehen seit Anfang der 1980er Jahre in die Schulen nach Herdorf.